# Another Mindless Rip Off
Albums de Mindless Self Indulgence
You'll Rebel to Anything
(12 avril 2005) If
(28 avril 2008)
Another Mindless Rip Off est le second EP de Mindless Self Indulgence, réalisé en décembre 2006. Il a été limité à 15 000 copies à sa sortie aux USA.

## Listes des chansons
Toutes les chansons sont écrites par Jimmy Urine.
1. My World - 3:19
2. Pre-Teen Violence - 3:15
3. Frying Pan - 2:48
4. Lush - 2:37
5. Born To Be Beheaded - 2:12

## Musiciens
- Jimmy Urine - chant
- Steve, righ? - guitare
- Lyn-Z - basse
- Kitty - batterie